# John Sjöström
John Bengt Olof Sjöström, född 9 september 1931 i Lund, är en svensk arkitekt. 
Sjöström, som är son till filosofie doktor Gösta Sjöström och Rut Olsson, blev filosofie kandidat vid Lunds universitet 1951, utexaminerades från Kungliga Tekniska högskolan 1956, blev teknologie licentiat 1960 och utexaminerades från Kungliga Konsthögskolan 1963. Han var anställd på Kooperativa förbundets arkitektkontor 1955–1957, vid Kungliga Tekniska högskolan 1957–1966, vid A4-gruppen 1957–1976, i Coordinator Arkitekter AB 1976–1991 och i White Coordinator från 1991 samt professor i arkitektur vid Kungliga Konsthögskolan 1966–1995.